# Campeonato Sudamericano de Football 1945
Il Campeonato Sudamericano de Football 1945 fu la diciottesima edizione della Copa América. Dopo soli 4 anni il Cile tornò ad ospitare la massima rassegna continentale sudamericana e anche stavolta si trattò di un'edizione straordinaria, nella quale non era in palio il trofeo, ma comunque ufficialmente riconosciuta dalla CONMEBOL. Le gare si tennero dal 14 gennaio al 28 febbraio 1945 all'Estadio Nacional de Chile di Santiago.

## Nazionali partecipanti
| N° | Nazione   | Iscrizione CONMEBOL | Note                         |
| -- | --------- | ------------------- | ---------------------------- |
| 1  | Argentina | 1916                |                              |
| 2  | Brasile   | 1916                |                              |
| 3  | Cile      | 1916                | Nazione ospitante            |
| 4  | Uruguay   | 1916                | Detentore Coppa America 1942 |
| 5  | Paraguay  | 1921                | Rinuncia                     |
| 6  | Perù      | 1925                | Rinuncia                     |
| 7  | Bolivia   | 1926                |                              |
| 8  | Ecuador   | 1927                |                              |
| 9  | Colombia  | 1936                |                              |

## Formula
La formula prevedeva che le sette squadre partecipanti si affrontassero in un unico girone all'italiana, la cui prima classificata avrebbe vinto il torneo. Per ogni vittoria si attribuivano 2 punti, 1 per ogni pareggio e 0 per ogni sconfitta.

## Risultati
| Arbitro: | Macías |

|                                                           |           |                                                |
| Alcántara 28’ 59’ 81’ Vera 29’ Hormazábal 45’ Clavero 70’ | Marcatori | 30’ Raymondi Chávez 44’ Jiménez 51’ L. Mendoza |

| Arbitro: | Reginatto |

|                                                    |           |  |
| Pontoni 10’ Martino 43’ Loustau 70’ de la Mata 75’ | Marcatori |  |

| Arbitro: | Valentini |

|                                              |           |  |
| Jorginho 13’ Heleno 15’ Jaime de Almeida 38’ | Marcatori |  |

| Arbitro: | Valentini |

|                                       |           |  |
| Clavero 13’ 27’ 39’ Alcántara 75’ 79’ | Marcatori |  |

| Arbitro: | Vianna |

|                                           |           |            |
| A. García 1’ 60’ 83’ Porta 28’ Varela 83’ | Marcatori | 39’ Aguayo |

| Arbitro: | Vianna |

|                                                                      |           |  |
| A. García 22’ 89’ Riephoff 25’ J. García 37’ 83’ Ortiz 75’ Porta 86’ | Marcatori |  |

| Arbitro: | Macías |

|                           |           |  |
| Ademir 48’ Tesourinha 80’ | Marcatori |  |

| Arbitro: | Macías |

|                        |           |  |
| Medina 48’ Piñeiro 80’ | Marcatori |  |

| Arbitro: | Valentini |

|                                                      |           |                           |
| Pontoni 11’ de la Mata 50’ Martino 69’ Pelegrina 83’ | Marcatori | 53’ Aguayo 62’ J. Mendoza |

| Arbitro: | Valentini |

|                                                                               |           |             |
| Pontoni 3’ 7’ Méndez 15’ 39’ Martino 27’ Boyé 41’ Loustau 50’ Ferraro 80’ 81’ | Marcatori | 52’ Mendoza |

| Arbitro: | Macías |

|                              |           |  |
| Heleno 8’ 32’ Rui Campos 20’ | Marcatori |  |

| Santiago 11 febbraio 1945 | Bolivia | 0 – 0 referto | Ecuador | Estadio Nacional de Chile (70 000 spett.)\| Arbitro: \| Vianna \| |
| Arbitro:                  | Vianna  |               |         |                                                                   |

| Arbitro: | Valentini |

|           |           |            |
| Medina 3’ | Marcatori | 52’ Méndez |

| Arbitro: | Vianna |

|                      |           |  |
| Falero 26’ Porta 75’ | Marcatori |  |

| Arbitro: | Valentini |

|                    |           |            |
| Méndez 14’ 20’ 40’ | Marcatori | 32’ Ademir |

| Arbitro: | Valentini |

|                                         |           |           |
| González Rubio 2’ Gámez 64’ Berdugo 70’ | Marcatori | 4’ Aguayo |

| Arbitro: | Macías |

|           |           |  |
| Medina 8’ | Marcatori |  |

| Arbitro: | Vianna |

|                                     |           |                                        |
| Orozco 57’ Romero 75’ Fernández 80’ | Marcatori | 3’ González Rubio 7’ Berdugo 67’ Gámez |

| Arbitro: | Macías |

|                                                               |           |                         |
| Ademir 3’ 10’ 75’ Heleno 22’ 28’ Zizinho 40’ 65’ Jair 67’ 68’ | Marcatori | 42’ Aguayo 52’ Albornoz |

| Arbitro: | Las Heras |

|             |           |  |
| Martino 50’ | Marcatori |  |

| Arbitro: | Valentini |

|            |           |  |
| Heleno 20’ | Marcatori |  |

## Classifica finale
| Pos. | Squadra   | Pt | G | V | N | P | GF | GS | DR  |
| ---- | --------- | -- | - | - | - | - | -- | -- | --- |
| 1.   | Argentina | 11 | 6 | 5 | 1 | 0 | 22 | 5  | +17 |
| 2.   | Brasile   | 10 | 6 | 5 | 0 | 1 | 19 | 5  | +14 |
| 3.   | Cile      | 9  | 6 | 4 | 1 | 1 | 15 | 5  | +10 |
| 4.   | Uruguay   | 6  | 6 | 3 | 0 | 3 | 14 | 6  | +8  |
| 5.   | Colombia  | 3  | 6 | 1 | 1 | 4 | 7  | 25 | −18 |
| 6.   | Bolivia   | 2  | 6 | 0 | 2 | 4 | 3  | 16 | −13 |
| 7.   | Ecuador   | 1  | 6 | 0 | 1 | 5 | 9  | 27 | −18 |

## Classifica marcatori
6 reti
- Norberto Méndez
- Heleno de Freitas

5 reti

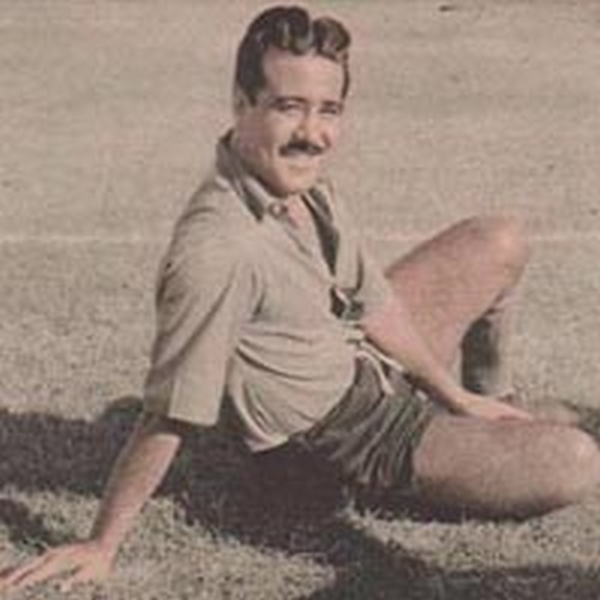
Norberto Méndez, capocannoniere con 6 reti dell'edizione 1945 e miglior realizzatore nella storia del torneo sudamericano assieme al brasiliano Zizinho con 17 gol

- Ademir Marques de Menezes
- Juan Alcántara
- Atilio García

4 reti
- Rinaldo Martino
- René Pontoni
- Guillermo Clavero
- Víctor Aguayo

3 reti
- Desiderio Medina
- Roberto Porta

2 reti
- Vicente de la Mata
- Juan José Ferraro
- Félix Loustau
- Jair da Rosa Pinto
- Zizinho

- Roberto Gámez
- Luis González Rubio
- Fulgencio Berdugo
- José García

1 rete
- Mario Boyé
- Manuel Pellegrina
- Raúl Fernández
- Walter Orozco
- Roque Romero
- Jaime de Almeida

- Jorge Ceciliano
- Rui
- Tesourinha
- Francisco Hormazábal
- Manuel Piñeiro

- Erasmo Vera
- Arturo Mendoza
- José Mendoza
- Luis Mendoza
- José María Jiménez

- Raymondi Chávez
- Nicolás Falero
- José María Ortiz
- Juan Pedro Riephoff
- Obdulio Varela

## Arbitri
- José Bartolomé Macías
- Mário Vianna
- Juan Las Heras
- Humberto Reginatto
- Nobel Valentini